# Ducado de Prudnik

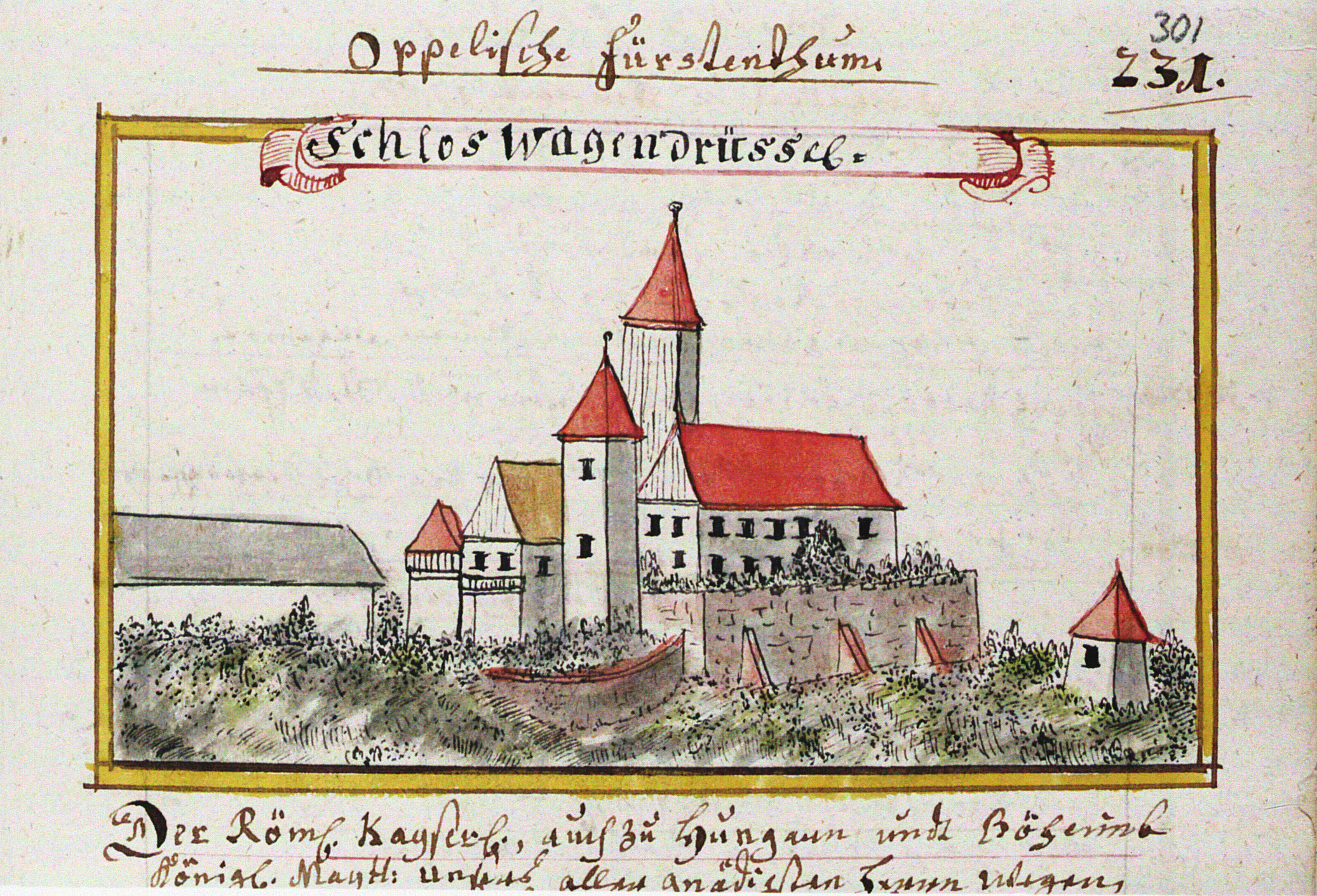
Castillo de Prudnik

El Ducado de Prudnik (en polaco: Księstwo Prudnickie, en checo: Prudnícké knížectví, en alemán: Herzogtum Prudnik) era uno de los ducados de Silesia gobernados por la dinastía de los Piastas. Su capital era Prudnik en la Alta Silesia.

## Historia
El ducado de Prudnik fue separado del reino de Bohemia por Nicolás II en 1318. Él gobernó sobre el ducado hasta 1337, cuando se vio obligado a darle Prudnik a Bolesław el Viejo. El ducado regresó bajo el gobierno de Nicolás en 1361 gracias a su matrimonio con Juta, la princesa de Niemodlin y la hija de Bolesław.
Después de la muerte de Euphemia de Masovia, viuda de Vladislao II de Opole en 1424, Bernard de Niemodlin y su hermano Bolko IV de Opole heredaron sus tierras de dote, Głogówek, que a finales de ese año se le dio al hijo de Bolko IV, Bolko V.
En 1424, después de Bolko V se convirtió en el gobernante independiente sobre Głogówek y Prudnik gracias a la renuncia de su padre y su tío Bernard, formando el ducado unido de Głogówek y Prudnik.

## Duques de Opole
- 1318-1337 Nicolás II de Troppau
- 1337-1361 Bolesław el Viejo
- 1361-1365 Nicolás II de Troppau
- 1365-1367 Bolesław II de Niemodlin, Wenceslao de Niemodlin, Enrique de Niemodlin
- 1367-1368 Bolesław II de Niemodlin
- 1368-1382 Enrique de Niemodlin
- 1382-1388 Vladislao II de Opole
- 1388-1397 Enrique VIII el Gorrión
- 1397-1420 Catalina de Opole
- 1420-1424 Bernard de Niemodlin